# Madame Guillotine
Madame Guillotine est un groupe de heavy metal et hard rock français, originaire d'Argentan, en Basse-Normandie. Il est formé en 1993 par les frères Yannick et Jean-Marie Embareck, et Sébastien Sillanfest.
Ils sont auteurs, compositeurs et interprètes de leur musique ; imprégnée de sonorités punk, elle s'inscrit dans la lignée de groupes à texte cherchant à dénoncer les inégalités sociales. Dans son parcours, le groupe compte plus de 600 concert en Europe, et assure les premières parties de formation, comme Loudbast, Killers ou encore Pleymo, mais dans un autre style, MG ouvre pour Manau, Soldat Louis ou encore Tri Yann.

## Biographie
Madame Guillotine est formé en 1993 à Argentan, en Basse-Normandie, par les frères Yannick et Jean-Marie Embareck, respectivement batteur et chanteur-guitariste, et Sébastien Sillanfest, bassiste,. Trois ans après sa création, le groupe publie son tout premier album indépendant, intitulé Hard Life, en format cassette audio. En 1998, ils publient un nouvel album indépendant intitulé Du sang sur la scène.
En 2000, le groupe publie un troisième album indépendant La sous France, qui intéressera le label Mo'Zam Production auquel ils publieront leur quatrième album, Croisade en 2001. Deux ans plus tard, en 2003, ils publient leur cinquième album, Kaos A-D, au label Brennus Music. Quelques années plus tard, le groupe signe au label Konklav Records et y publie l'album L'Esprit du mal en 2007. En 2008, ils publient leur album 1936.
En 2011, le groupe publie l'album live intitulé Live - À la mémoire de nos pères. Il comprend la clôture de la tournée 1936 Tour. Leur nouvel album, intitulé Racines, sortie le 14 juillet 2013 (date clin d'œil à la révolution), est déjà considéré comme l'album de la maturité. En juin 2014, Madame Guillotine publie son nouveau DVD intitulé Madame Guillotine, 20 ans de combat. Histoire d’un groupe atypique.
En 2015 sort leur nouvel album Article 35. Le 5 décembre 2015, Madame Guillotine joue au Quai des Arts à Argentan, aux côtés du groupe Vulcain,.

## Membres

### Membres actuels
- Yannick Embareck - batterie (depuis 1993)
- Jean-Marie Embareck - guitare, chant (depuis 1993)
- Sebaztien Sillanfest -basse

- Harold Hermann - basse (1993-2017)

## Discographie

### Albums studio
- 1996 : Hard Life
- 1998 : Du sang sur la scène
- 2000 : La sous France
- 2001 : Croisade
- 2003 : Kaos A-D
- 2007 : L'Esprit du mal
- 2008 : 1936
- 2013 : Racines
- 2015 : Article 35
- 2017 : Politik Circus
- 2021 : Fury World

### Autres
- 2011 : Live - À la mémoire de nos pères (album live)
- 2014 : 20 ans de combat. Histoire d'un groupe atypique (DVD)
- 2016 : Live - Chapitre XIII (album live)